# كمال حسين
كمال حسين (10 سبتمبر 1927 - 2 يناير 1993) ممثل تخرج من معهد الفنون المسرحية عام 1947 عمل في السينما وهو طالب بالمعهد ثم في الإذاعة بشكل مُكثّف ثم كثف عمله في الثمانينات على التليفزيون.
واستمر في تقديم عدد كبير من الأدوار المساعدة منذ منتصف حقبة الأربعينات وحتى أوائل التسعينات في السينما، كذلك شارك في مسلسلات وشغل منصب مدير المسرح القومي لفترة. توفى في عام 1993 عن 66 عامًا.

## أعماله[1][2][3][4]

### أفلام
| - فخ الجواسيس:1992-مسؤول المخابرات - إعدام قاضي:1990-شوقي - الإمبراطور:1990-المدعي الاشتراكي - عنبر الموت:1989-اللواء حسين نافع - آسف للإزعاج:1988 - صاحب العمارة:1988-عثمان - أولاد الأصول:1985-شاكر - الطيب أفندي:1984-الحج عبدالله - اللعنة:1984-الاستاذ جلال طنطاوى - إنهم يقتلون الشرفاء:1984 - المتمردون:1968-دكتور كمال - غرام في الكرنك:1967-مصطفى - الرجل المجهول:1965-عبدالوهاب زوج سعدية | - جواز في خطر:1963-فوزى/ مدير الشركة - الخطايا:1962-مدحت - الخرساء:1961-وكيل النيابة - المراهق الكبير:1961 - زوج بالإيجار:1961-محسن - وحيدة:1961-بهجت - بداية ونهاية:1960-حسين - يا حبيبي:1960 - إحنا التلامذة:1959-راشد حسنى (المحامى ) - ارحم حبي:1959-صابر - حماتي ملاك:1959-كمال - عاشت للحب:1959 - ليلى بنت الشاطئ:1959-عطية | - موعد مع المجهول:1959-أمين - نور الليل:1959-طلعت سليمان - عواطف:1958-فاروق الابن غير الشرعي - بورسعيد:1957 - هارب من الحب:1956 - أحلام الربيع:1955-رأفت - الميعاد:1955 - أيام وليالي:1955-فتحي - خليك مع الله:1954-أمين كاتب في المصنع - بنت الهوى:1953-فؤاد رفعت الشربينى - إديني عقلك:1952-كمال - النمر:1952-يحيى | - على كيفك:1952-الدكتور كمال - ابن الحلال:1951 - البنات شربات:1951-محسن ابو المحاسن - أولاد الشوارع:1951-صفا الرشيدى - أولادي:1951 - الأفوكاتو مديحة:1950 - المظلومة:1950-كمال - أرواح هائمة:1949 - بيومي أفندي:1949-الدكتور كمال - لهاليبو:1949-والد لهاليبو -ابن مجدي باشا- - بلبل أفندي:1948-منير - زهرة السوق:1947-منير - فن السعادة الزوجية |

### مسلسلات
| - إمرأة وثلاثة وجوه:1992 - ثمن الحب:1990-حافظ - ليه يا زمن:1989-كامل - ثمار الشوك:1988-كمال أبو حسين - إشراقة القمر:1987-عماد - سجن أملكه:1987 - سنبل بعد المليون:1987-عبدالسلام - الأفيال:1986 - رحلة السيد أبو العلا البشري:1986-عبدالحميد البيري - لا إله إلا الله ج2: 1986-بوتيفار - الإمام محمد عبده:1985 | - علي الزيبق:1985-شمس الدين - دعوني أعيش:1984-صدقي - الامتحان:1983 - الجزار الشاعر:1983 - زهور وأشواك:1983 - الجسر:1982-المحامي عمر - ليلة القبض على فاطمة:1982-المحامي ضيف الحلقات - أنف وثلاث عيون:1980-شفيق زوج فوزية - صيام صيام:1980-المناولي - العندليب الأسمر:1979 - عيون الحب:1979 | - فواكه الشعراء:1979 - في مهب الريح:1979-وصفي - القرين:1978-د. يحيى عمر الطبيب النفسي - عنترة:1978 - شهادة ميلاد:1973-د. عبدالقادر - بنك القلق:1972-مالك البناية - زينة:1966 - ايام لها ذكرى:1965 - عواصف:1965 - أبو زيد والناعسة-ضيف شرف - الحب والثمن |

### مسلسل إذاعي
| - رصاصة في القلب:1985 - الجريمة المزدوجة:1974-د. عبدالرحيم - لا شيء يهم:1964 - شخصيات تبحث عن مؤلف:1961 - أغرب القضايا-قضية ابراهيم وفردوس + قضية اختفاء ناعسة+قضية مقتل نبيل - الأبالسة | - البيت الملعون-ماجد - The Telephone - السر الباتع - الضحية-حسني - الليل الطويل-صلاح - المرأة المصرية | - أيام عاصفة - أين تذهب أمي؟ - ذئاب ورجال - عنبر سبعة - لسة شباب | - لست شيطانا ولا ملاكا - لن ننسى - مدرسة الحب - مذكرات المرحوم-عماد - ودارت الأيام-عادل |

| - الغرفة 619:1988 - طريق الندم:1985-صلاح - عيون لا ترى الحب:1983-والد محمود - أنات حائرة - حنان ونكران | - سيد البنائين - لحظة شك - لهيب الدم - مخالف زمانه |

| - العمل:السنة-الدور - معقول؟ لا معقول:1985 - سكة السلامة:1964 - كوبري الناموس:1964 - عيلة الدوغري:1963-مصطفى الدوغري | - السبنسة:1962 - المحروسة:1961-معاون القسم - زواج عصري:1958-بالاميه - الخطيئة الاولى - في بيتنا رجل |

## وصلات خارجية
- كمال حسين على موقع الدهليز
- كمال حسين على موقع قاعدة بيانات الأفلام العربية